# Samuel Nascimento
Samuel Carlos Do Nascimento (* 19. Oktober 1990 in Guarulhos, São Paulo) ist ein brasilianischer Schauspieler, Sänger und Tänzer. Bekannt wurde er durch seine Rolle des „Broduey“ in der Disney-Serie Violetta.

## Leben und Karriere
Samuel Nascimento wurde im Oktober 1990 in Guarulhos im Bundesstaat São Paulo geboren. Seine erste Erfahrungen mit der Musik machte er in der Kirche, die er immer mit seinen Eltern besucht hatte. Anschließend war er im Schultheater tätig. 2003 beschloss er an der brasilianischen Version von Popstars teilzunehmen. Fünf Jahre später nahm er erneut an einer Reality-Show teil und bewarb sich bei High School Musical: A Seleção. Er schaffte es unter die letzten 12 und erhielt eine Rolle in High School Musical: O Desafio als Samuel. Zusammen mit den anderen Darstellern nahm er ein Album zum Film auf und tourte damit durch Brasilien. 2009 erhielt er die Rolle des DJ in Quando Toca o Sino, eine brasilianische Version von As the Bell Rings. Nascimento war in der Serie Hauptdarsteller und spielte die Rolle bis 2011.
2012 übernahm er die Rolle des Broduey Silva in der Disney-Channel-Telenovela Violetta. Er wirkt von 2012 bis 2015 in der Jugend-Telenovela mit und erlangte dadurch in vielen Ländern Bekanntheit. Auf den dazugehörigen Soundtracks war er ebenfalls zu hören. Von 2016 bis 2017 verkörperte er die Nebenrolle des Santi Owen in der Jugend-Telenovela Soy Luna.

## Filmografie
- 2009: High School Musical: O Desafio (Fernsehfilm)
- 2009–2011: Quando Toca o Sino (Fernsehserie, 52 Episoden)
- 2012–2015: Violetta (Fernsehserie)
- 2016–2017: Soy Luna (Fernsehserie)
- 2019: GO! Sei du selbst (Fernsehserie auf Netflix)

## Diskografie
Soundtracks
- 2009: High School Musical: O Desafio
- 2012: Violetta - Der Original-Soundtrack zur TV-Serie
- 2012: Cantar es lo que soy
- 2013: Hoy Somos más
- 2014:  Gira mi canción